# Godless Savage Garden
Godless Savage Garden este o compilație a formației Dimmu Borgir. Este primul album cu Astennu și Mustis. La data lansării albumului Stian Aarstad nu mai făcea parte din formație.
Această compilație este alcătuită din două melodii noi, două melodii reînregistrate, o melodie "cover" și trei melodii live.

## Lista pieselor
1. "Moonchild Domain"[1] - 05:24
2. "Hunnerkongens sorgsvarte ferd over steppene" (Trista și neagra călătorie a regelui hunilor prin stepă) - 03:05
3. "Chaos Without Prophecy"[1] - 07:09
4. "Raabjørn speiler draugheimens skodde" (Raabjørn[2] oglindește corabia fantomă prin ceață) - 05:03
5. "Metal Heart"[3] - 04:40
6. "Stormblåst (live)" (Spulberat de furtună (live)) - 05:09
7. "Master Of Disharmony (live)" - 04:27
8. "In Death's Embrace (live)" - 06:15

## Personal
- Shagrath - vocal
- Silenoz - chitară ritmică
- Tjodalv - baterie
- Nagash - chitară bas
- Astennu - chitară
- Stian Aarstad - sintetizator (piesele 1, 2, 3, 4 și 5) (sesiune)
- Mustis - sintetizator (piesele 6, 7 și 8) (sesiune)

## Clasament
| Țara     | Poziția |
| -------- | ------- |
| Austria  | 47      |
| Finlanda | 25      |
| Germania | 56      |
| Olanda   | 98      |